# 西武門節
西武門節(にしんじょうぶし)は、川田松夫作詞·作曲の楽曲である。ヨーテー節、ガンチョー節、チャンナギレ節とも言う。

## 概要
西武門で男女のカップルが恋愛する曲で、歌詞にでてくる待ちみそーり、里前は、「お待ちください、お嬢さん」と言う意味である。